# Constantino Bértolo
Constantino Bértolo Cadenas (Navia de Suarna, 1946) es un editor e intelectual español.

## Trayectoria
Licenciado en Filología Hispánica por la Universidad Complutense de Madrid, Bértolo fue profesor de secundaria en Madrid. Posteriormente trabajó como periodista y crítico literario para distintos medios de comunicación y periódicos, en particular para El País.
Como editor, fue director de la editorial española Debate entre 1990 y 2003, cuando pasó a ser el director de la nueva editorial Caballo de Troya, un sello de la multinacional Random House.

## Galardones
- IX Premio Periodístico sobre la Lectura, en 2008. El premio lo convoca la Fundación Germán Sánchez Ruipérez[1]

## Obras
- "Nuevas amistades" o el final de la autarquía. Cádiz, Fundación Caballero Bonald, 1992.
- Literatura republicana, literatura proletaria, literatura revolucionaria. Biblioteca americana.
- Antología de relatos policíacos, 2004
- El sentido del rencor. Prólogo y selección de Ignacio Echeverría. Salamanca, Delirio, 2018. 144 páginas. ISBN: 978-84-15739-27-2.
- ¿Quiénes somos? 55 libros de literatura del siglo XX. Periférica, 2021. 192 páginas. ISBN: 978-84-18264-79-5.[2]